# Anna Brüggemann
Anna Brüggemann (Munique, 24 de março de 1981) é uma atriz e roteira alemã. Ela apareceu em mais de sessenta filmes desde 1997.

## Filmografia
| Ano  | Titulo                | Como    | Notas     |
| ---- | --------------------- | ------- | --------- |
| 2003 | Ice Planet            | Eleni   |           |
| 2004 | Kleinruppin Forever   | Jana    |           |
| 2010 | Run If You Can        | Annika  | Escritora |
| 2012 | Move                  | Dina    | Escritora |
| 2014 | Stations of the Cross | Doutora | Escritora |